# Monarcha castus
Monarcha castus é uma espécie de ave da família Corvidae.
É endémica da Indonésia.